# Ляшенко, Елена Анатольевна
Елена Анатольевна Ляшенко (укр. Олена Анатоліївна Ляшенко; род. 9 августа 1976 года в Киеве, УССР, СССР) — украинская фигуристка, выступавшая в одиночном разряде. Шестикратная чемпионка Украины, неоднократный призёр чемпионатов Европы, участница четырёх Олимпиад. Ныне — тренер по фигурному катанию.

## Карьера

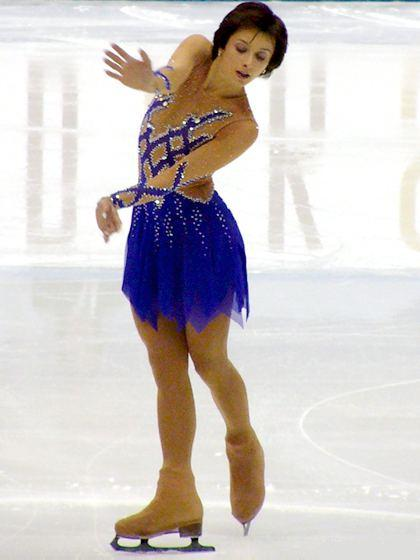
Елена Ляшенко в 2004 году.

Елена Ляшенко начала заниматься фигурном катанием в 4 года. Её дебютное выступление на серьёзном международном уровне пришлось на Олимпиаду 1994 года, где она стала 19-й. Так же она завоевала бронзовую медаль на своём дебютном чемпионате Европы в 1995 году. Она 7 раз входила в ТОП-10 на чемпионатах мира и ещё дважды поднималась на подиум чемпионатов Европы (серебряная медаль в 2004 году и бронза — в 2005). Кроме того, Елена ещё три раза участвовала в Олимпийских играх и завоевала шесть национальных чемпионских титула.
Отличалась хорошей техникой исполнения зубцовых прыжков (лутц, флип и тулуп), в то же время реберные прыжки (сальхов и риттбергер) были проблемными. В последние годы Ляшенко удалось повысить результаты, благодаря исполнению в произвольной программе по два раза дорогостоящих тройных лутца и флипа, при этом будучи единственной участницей, которая вообще не исполняла риттбергер .
После сезона 2005—2006 Елена завершила карьеру из-за травмы спины.
В настоящее время  живёт и работает тренером в Праге. Тренирует совсем маленьких детей.

## Личная жизнь
Вышла замуж за украинского пятиборца Андрея Ефременко, в 2007 году родила сына Платона. В 2011 родила двойняшек Мирона и Гордея.

## Спортивные достижения
| Соревнования            | 1993-94 | 1994-95 | 1995-96 | 1996-97 | 1997-98 | 1998-99 | 1999-00 | 2000-01 | 2001-02 | 2002-03 | 2003-04 | 2004-05 | 2005-06 |
| ----------------------- | ------- | ------- | ------- | ------- | ------- | ------- | ------- | ------- | ------- | ------- | ------- | ------- | ------- |
| Зимние олимпийские игры | 19      |         |         |         | 9       |         |         |         | 6       |         |         |         | 17      |
| Чемпионаты мира         | 6       | 9       | 12      |         | 7       | 8       | 10      | 8       | 6       | 7       | 11      | 10      |         |
| Чемпионаты Европы       |         | 3       | 4       | 5       | 5       | 7       | 5       | 4       | 9       | 5       | 2       | 3       |         |
| Чемпионаты Украины      | 4       | 2       | 1       | 2       | 2       | 1       | 2       | 1       | 2       | 1       |         | 1       | 1       |
| Финалы Гран-при         |         |         |         |         |         |         |         |         |         | 4       |         |         |         |
| Skate America           |         |         | 7       |         |         |         |         |         |         |         |         |         |         |
| Skate Canada            |         |         |         | 9       |         | 1       |         |         |         |         |         |         |         |
| Cup of China            |         |         |         |         |         |         |         |         |         | 1       |         | 4       |         |
| Cup of Russia           |         |         |         |         |         |         |         |         |         | 1       |         |         |         |
| NHK Trophy              |         |         |         |         |         |         |         |         |         | 2       |         | 3       |         |
| Nations Cup             |         |         |         | 6       |         |         |         |         |         |         |         |         |         |
| Skate Israel            |         |         | 2       | 3       |         |         |         |         |         |         |         |         |         |